# 诸葛甝
诸葛甝（？—？），琅邪阳都人，诸葛恢的长子，诸葛虪、诸葛衡、诸葛文彪、诸葛文熊的兄弟。诸葛恢死后，诸葛甝承袭为建安伯，官至散骑常侍。